# Simopelta bicolor
Simopelta bicolor is een mierensoort uit de onderfamilie van de Ponerinae. De wetenschappelijke naam van de soort is voor het eerst geldig gepubliceerd in 1950 door Borgmeier.